# 博尼菲卡體育場
博尼菲卡體育場是一座位於斯洛維尼亞科佩爾的綜合體育場。常用於舉辦足球賽事，是科佩爾足球俱樂部的主場。本體育場是博尼菲卡體育園區的一部分，園區還包含一座較小的田徑場、體育館和一座室內游泳池。體育場興建於1948年，得名於它所在的城市地區。2010 年，體育場進行了大型改造，目前可容納4,047個座位。

## 其他活動
- 加拿大搖滾歌手布萊恩·亞當斯的演唱會 – 1996年7月7日[5]

## 外部連結
维基共享资源上的相關多媒體資源：博尼菲卡體育場